# 2018년 경찰 야구단 시즌
2018년 경찰 야구단 시즌은 경찰 야구단이 KBO 퓨처스리그에 '공식적으로' 참가한 마지막 시즌이다. 유승안 감독이 팀을 이끈 10번째 시즌으로, 팀은 북부리그 6팀 중 1위를 차지하여 8년 연속으로 북부리그 정상에 올라 마지막 우승을 차지했으며, 전체 12팀 중에서도 승률 1위를 기록했다.

## 타이틀
- 아시아 윈터 베이스볼 리그 국가대표: 유승안(감독), 김수길(코치), 김동건(코치), 나성용(코치), 이한진(코치), 정영(코치), 박우혁(코치), 김성한, 김태현, 전용훈, 천원석, 박재욱, 고장혁, 김주현, 이성규, 김호령, 이진영, 김진호, 임대한, 조병욱, 한승지, 김태군, 김민수, 서예일, 최재원, 송우현
- 타율: 임지열 (0.380)
- 홈런: 이성규 (31)
- 타점: 이성규, 임지열 (79)
- 사구: 김태군 (11)
- 장타율: 임지열 (0.683)
- 평균자책점: 박준표 (2.37)
- 이닝: 박준표 (121.1)
- 최소 사구 허용: 한승혁 (2)
- 북부리그 다승: 박준표 (12)
- 북부리그 승률: 박준표 (0.706)
- 북부리그 탈삼진: 이대은 (94)

## 선수단
- 선발투수 : 박준표, 조한욱, 이대은, 한승혁
- 구원투수 : 임대한, 전용훈, 천원석, 김성한, 김진호, 김명찬
- 마무리투수 : 김태현, 한승지, 조병욱
- 포수 : 김태군, 이현석
- 내야수 : 임지열, 이성규, 서예일, 고장혁, 김민수, 김주현
- 외야수 : 김호령, 송우현, 이진영